# Percy Jackson & the Olympians: The Lightning Thief
Percy Jackson & the Olympians: The Lightning Thief és una pel·lícula canadencoestatunidenca de fantasia i aventures dirigida per Chris Columbus. Es tracta d'una adaptació de The Lightning Thief, la primera novel·la de la saga Percy Jackson & the Olympians, de l'escriptor Rick Riordan. La seva estrena es va realitzar el 2 de febrer de 2010.

## Argument
La història tracta d'un noi de 18 anys, fill de Posidó, que un dia va al museu amb el seu col·legi, on de sobte és atacat per una furia de l'infern. Des d'allà, la seva vida comença a canviar. La mare d'en Percy, la Sally, acompanya al seu fill i al seu millor amic, en Grover, a un campament per mestissos. Pel camí, són atacats per un minotaure, i en Percy descobreix que el seu amic és meitat cabra meitat humà. En arribar al campament, com que la mare d'en Percy no hi pot entrar, no es pot escapar del minotaure i aquest la "mata". En veure això, el Percy s'enfada i el mata. Percy Jackson queda inconscient i es desperta al cap d'uns quants dies, quan descobreix que el seu millor amic és en realitat el seu protector. Al cap d'una estona, li expliquen que és el fill de Posidó. Allà sempre entrenen, i, de vegades, fan combats de pràctica, un equip contra un altre, i han d'aconseguir agafar la bandera que han amagat. Mentre estava en un combat, va descobrir que si tocava el riu es recuperava de les ferides, i gràcies a això va fer que el seu equip guanyés, quan ell venç a la filla d'Atena, Annabeth.
De nit se li apareix Hades, el qual li diu que té a la seva mare amb ell, a l'inframón. Jackson, convencut, decideix anar a l'inframón a buscar a la seva mare, amb ell van la filla d'Atenea i el seu protector. Pel camí els tres amics passaran un munt d'aventures.

## Repartiment
- Logan Lerman: Percy Jackson.
- Brandon T. Jackson: Grover Underwood.
- Alexandra Daddario: Annabeth Chase.
- Jake Abel: Luke.
- Sean Bean: Zeus.
- Pierce Brosnan: Mr. Brunner / Quiró.
- Steve Coogan: Hades.
- Rosario Dawson: Persèfone.
- Melina Kanakaredes: Atena.
- Catherine Keener: Sally Jackson.
- Kevin McKidd: Posidó.
- Joe Pantoliano: Gabe Ugliano.
- Uma Thurman: Medusa.

## Diferències entre el llibre i la pel·lícula
- A l'Annabeth se la defineix com una noia de cabell ros i que posseeix una gorra de l'invisivilitat i un ganivet que li ha donat en Luke, i presenta cert interès per l'arquitectura, però en la pel·lícula, té el cabell castany i no posseeix aquests objectes ni presenta interès per l'arquitectura.
- En el llibre parlen que els semideus poden sortir del campament si han de buscar o solucionar alguna cosa, i reben una profecia de l'oracle.
- En la novel·la, Percy lluita amb la Furia. En la pel·lícula, Quirón s'enfrenta a la Furia.
- En la pel·lícula, el senyor D (Dionis) no és el responsable del campament, és més, ni tan sols apareix en la pel·lícula fins a l'escena de la reunió, no presenta cap mena de protagonisme.
- En el llibre es presenta a Poseidó d'una forma poc esperada i hawaiiana.
- En la pel·lícula, els protagonistes han d'anar en vusta de les perles de Perséfone. En el llibre, els dona directament una nimfa del riu.
- En el llibre, el personal de l'hotel Loto no persegueixen als joves quan decideixen anar-se'n.
- En el llibre Percy, Grover i Annabeth, es queden 5 díes a l'Hotel Casino Loto, gràcies al fet que els donen unes tarjetes amb accés a tot l'Hotel i els sembla que només han passat unes hores. Quan arriba l'hora de marxar i descobreixen la veritat se'n duen una gran sorpresa. Mentre que en la pel·lícula s'hi queden a causa de les flors de Loto, les quals els ofereixen per menjar, que els hipnotitza per quedar-s'hi per sempre i oblidar la seva missió. Al final són rescatats gràcies a Poseidó que li diu a en Percy que pari de menjar-les.
- En la pel·lícula, no apareixen semideus com Clarisse o Chris, tot i que se'ls menciona.
- En la pel·lícula, la Clarisse no ataca al Percy, ho fa l'Annabeth.
- En la pel·lícula, Percy està en l'equip contrari al de l'Annabet, mentre que en el llibre el Percy i l'Annabet juguen a la captura de la bandera contra l'equip de l'Ares.
- En el llibre, Percy rep una profecia i el deixen marxar, en canvi en la pel·lícula, en Percy decideix escaparse per rescatar a la seva mare.
- En la pel·lícula no entra cap gos de l'infern al campament, però sí que hi entra l'Hades.
- En la pel·lícula, apareix l'Hidra, que, en un principi, no havia de sortir fins a la segona part.
- A la pel·lícula converteixen el cap decapitat de Medusa en una arma, en canvi en el llibre l'envien com a ofrena als déus.
- En la pel·lícula es coneix des del principi la procedència de Percy Jackson (excepte ell mateix), però en la novel·la no es descobreix fins que Poseidó el reclama.
- En la pel·lícula, Percy fa servir unes sabates alades, en canvi en el llibre les fa servir en Grover, ja que en Percy no pot volar perquè seria una ofensa per a Zeus, i acaben descobrint que era part del pla de Luke, enviar a en Percy al tartar, però com que Grover va ser qui va fer servir les sabatilles va ser ell que va estar a punt d'acabar allà.
- En la pel·lícula el que es queda enrere a l'inframón és en Grover, en canvi en el llibre és la mare d'en Percy.
- En el llibre, Percy va sol a entregar el raig, i només hi havia Zeus i Poseidó, però en la pel·lícula l'entrega acompanyat d'Annabeth i estaven tots els deus reunits.
- En la pel·lícula Luke és l'unic antagonista, en el llibre Luke està sota les ordres de l'autentic dolent, Cronos.
- En el llibre l'entrada a l'inframón se situa en uns estudis de cine, no en el cartell de Hollywood.
- En el llibre Percy va a un internat, en la pel·lícula no.
- En el llibre es troba amb les tres ancianes (les moires) en la pel·lícula no.
- En el llibre surten més monstres, com Equidna o Quimera o Crusty (procusto), mentre que en la pel·lícula no surten.
- En el llibre Argos és un chófer que els vigila i els porta a l'estació d'autobusos, en la pel·lícula no apareix aquesta part.